# Вулиця Копистинського (Львів)
Вулиця Копистинського — вулиця у Франківському районі міста Львова, місцевість Богданівка. Сполучає вулиці Кульпарківську та Любінську. Прилучається вулиця Порохова.

## Історія та забудова
Вулицю Копистинського проклали у 1920-х роках. Первісно вона мала назву Бічна Кульпарківської дороги, у 1934 році отримала назву вулиця Мокловського, на честь львівського архітектора та історика мистецтв Казимира (Казімєжа) Мокловського. Під час німецької окупації Львова, з 1943 року по липень 1944 року мала назву Осмомислґассе, на честь галицького князя Ярослава Осмомисла. Після встановлення у Львові радянської влади, на деякий час вулиці повернули довоєнну назву, проте незабаром, 1950 року перейменували на вулицю Бестужева, на честь російського декабриста Олександра Бестужева.
Сучасна назва походить з 1992 року, на пошану львівського художника Теофіла Копистинського.
Забудова вулиці належить до періоду 1920-х—1930-х років і складається з одно- та двоповерхових будинків у стилі конструктивізм. В будинку під № 14 у 1997—2017 роках містилася вечірня (змінна) середня загальноосвітня школа № 17 м. Львова.

## Транспорт
У 1966—1967 роках, до 49-х річниці Жовтневого перевороту, по вулиці проклали тролейбусний маршрут № 9, який сполучив центр міста з вул. Окружною, а до вересня 1971 року цей маршрут подовжено до львівського аеропорту. Того ж 1971 року по вулиці прокладений ще один — тролейбусний маршрут № 10, який сполучив центр міста з вулицею Прапорною (нинішня вулиця Ряшівська).
9 липня 2018 року призупинив свою роботу тролейбусний маршрут № 10. Від 1 липня 2019 року змінилася нумерація тролейбусних маршрутів у Львові. Згідно цих змін, колишній тролейбусний маршрут № 9 став № 29, а № 10 став № 30. З 10 червня 2020 року було відновлено тролейбусний маршрут № 10, але вже під новим № 30. Станом на жовтень 2024 року вулицею курсує лише тролейбусний маршрут № 30, що сполучає вулиці Університетську та Ряшівську.